# Bryan Vega
Bryan Isaías Vega Chaves (La Uruca, San José, 27 de mayo de 1991) es un futbolista costarricense que juega como delantero y actualmente milita en el Escorpiones de Belén de la Segunda División de Costa Rica.

## Clubes
| Club                   | País       | Año           |
| ---------------------- | ---------- | ------------- |
| Brujas FC              | Costa Rica | 2009-2011     |
| Belén FC               | Costa Rica | 2011-2012     |
| San Carlos             | Costa Rica | 2012-2013     |
| Belén FC               | Costa Rica | 2013-2015     |
| Club Sport Herediano   | Costa Rica | 2015-2016     |
| Belén FC               | Costa Rica | 2016          |
| UCR Fútbol Club        | Costa Rica | 2017          |
| Sporting Football Club | Costa Rica | 2018- 2023    |
| Escorpiones de Belén   | Costa Rica | 2024-presente |